# Бисјер (Јон)
Бисјер (фр. Bussières) насеље је и општина у источном делу централне Француске у региону Бургоња, у департману Јон која припада префектури Авалон.
По подацима из 2011. године у општини је живело 131 становника, а густина насељености је износила 11,27 становника/km². Општина се простире на површини од 11,62 km². Налази се на средњој надморској висини од 348 метара (максималној 404 m, а минималној 287 m).

## Демографија
| 1962. | 1968. | 1975. | 1982. | 1990. | 1999. | 2011. |
| ----- | ----- | ----- | ----- | ----- | ----- | ----- |
| 107   | 129   | 131   | 111   | 87    | 111   | 131   |

График промене броја становника у току последњих година